# Eriococcus hebes
Eriococcus hebes är en insektsart som beskrevs av James Mather Hoy 1962. Eriococcus hebes ingår i släktet Eriococcus och familjen filtsköldlöss. Inga underarter finns listade i Catalogue of Life.